# Barbu élégant
Psilopogon pulcherrimus
Espèce
Synonymes
 * Megalaima pulcherrima (protonyme)
Statut de conservation UICN

 LC  : Préoccupation mineure
Le Barbu élégant (Psilopogon pulcherrimus) est une espèce de passereaux de la famille des Megalaimidae.
il vit à Bornéo.